# Saul of the Mole Men
 (août 2021).
Saul of the Mole Men est une série télévisée américaine en vingt épisodes de 11 minutes créée par Craig Lewis et diffusée entre le 11 février et le 15 juillet 2007 sur Adult Swim.
Cette série est inédite dans les pays francophones.

## Distribution
- Josh Gardner : Johnny Tambourine / Saul Malone
- Irina Voronina : Fallopia
- Arturo Gil : Lil
- Frank Potenza (en) : Robot
- Carlos Alazraqui : Astromulus Wondor (voix)
- Jonathan Kimmel (en) : Dr Lawrence « Brad » Perkins

## Peuples et personnages

### Peuples
- Birdbat : hommes-oiseaux
- Mole Men : hommes-taupes
- Rockhead : têtes de roche

### Personnages secondaires
- Docteur Blob
- Captain Jim J. James, Capitaine de Strata
- John Henry, l'homme d'acier
- Kiko, l'homme sauvage muet
- Lieutenant Jen E. James
- Mère Roche
- Otnip
- Brad, Opérateur Strata no 1
- Opérateur Strata no 2
- Todd Rogers, Membre de Strata
- Zan Grey, le guérisseur
- Princesa, fille du chef des hommes-oiseaux

## Épisodes
1. A New Friend
2. Blood is Thicker Than Walter
3. The Finger of Fate or the Fateful Finger
4. Fun King Johnny
5. Work the Sack
6. Moustache Ride
7. What's Happening Down There?
8. IC-CAWWWW!
9. A Hammer in His Hand
10. Children of Embers' Blaze
11. Faster Robot! Upload! Upload!
12. The Girly Bird Gets the Ring
13. Saul Comes Back
14. Spare Me My Beets
15. Village of the Damned Dolls
16. Poor Clancy's Almanack
17. Saul-ID Rock
18. The Call of the Zither
19. A Rock and a Hard Place
20. Master of Rock, Master of Destiny

## Commentaires
Décrite comme « les aventures ultra-patriotiques d'Américains bloqués au centre de la Terre » la série est dirigée par Tom Stern, créateur de Billy et Mandy, aventuriers de l'au-delà et de Foster, la maison des amis imaginaires. Le rôle principal est tenu par Josh Gardner, connu pour sa collaboration précédente avec Tom Stern et Gerhard Reinke. 
Les sources d'inspiration de Craig Lewis pour cette série, qui rend hommage aux films d'action du matin des années 70 sont Sid et Marty Krofft (Land of the Lost), Tom Baker (Doctor Who) et La Planète des singes.
La bande-annonce de la série était le générique du début du premier épisode, dans lequel on voit la foreuse. L'équipe, connue sous le nom de S.T.R.A.T.A., comprend le capitaine Jim J. James, le lieutenant Jen E. James, le robot, Kiko l'homme sauvage muet. Le personnage principal, Saul, est vu en arrière-plan dans plusieurs de ces scènes. Tous les personnages sont tués dans les premières secondes du premier épisode, excepté Saul, le robot, et Johnny Tambourine.
Des annonces avant la sortie de la série sur le site d'Adult Swim avaient annoncé que la titre serait S.T.R.A.T.A., mais par la suite ce titre fut remplacé par le titre actuel.
Le siège de S.T.R.A.T.A., vu dans le générique, est l'Université de Californie, en Irvine, avec un faux arrière-plan rajouté.
La bande originale de la série est celle de South Park, dont le cocréateur est Trey Parker.

### Clins d'œil
Dans un épisode de Foster et la maison des amis imaginaires, un paquet adressé à « Saul Malone » peut être vu dans un bureau de poste. En effet, Craig Lewis avait écrit un épisode pour Foster, et étant alors en train de produire Saul of the Mole Men, il a ajouté un clin d'œil dans la série. Pour info, d'après le paquet, Saul habiterait dans le quartier de William Street, une référence évidente au studio de production.